# Mala Reka (miasto Kruševac)
Mala Reka (cyr. Мала Река) – wieś w Serbii, w okręgu rasińskim, w mieście Kruševac. W 2011 roku liczyła 150 mieszkańców.